# Crise démographique
Ne doit pas être confondu avec Surmortalité, Décroissance démographique ou Crash démographique.
Une crise démographique est une période conjoncturelle et cyclique de brusque hausse de mortalité au sein d’une population.
Les critères précis d'une crise démographique font l'objet de débats. Il est néanmoins généralement admis que plusieurs éléments définissent une période démographique de crise. Le nombre de décès est au moins deux fois supérieur à celui des naissances, celui des conceptions chute, en même temps que le taux de nuptialité. Les crises sont également des périodes courtes (entre six mois et deux ans). Elles s’achèvent par une reprise démographique marquée par la baisse des sépultures au niveau précédant la crise, alors que mariages et conceptions augmentent à un niveau supérieur à celui précédant la crise.
La crise démographique se distingue ainsi de la simple surmortalité et de la décroissance démographique. Elle ne désigne pas seulement une augmentation du taux de mortalité, mais ajoute à cette augmentation une baisse conjointe des autres paramètres démographiques, naissances et mariages. Ainsi, quand le simple clocher de mortalité (période temporaire de surmortalité dans une population) peut concerner des groupes sociaux précis (notamment les personnes âgées), la crise démographique touche l'ensemble ou une large partie de la population, y compris les individus jeunes et nubiles. D'autre part, la crise est un moment de reflux court et conjoncturel, suivi par une période de forte croissance. Elle se distingue de la décroissance démographique, qui désigne une période longue, non conjoncturelle, de baisse du solde naturel, davantage due à une baisse du taux de natalité qu'à une hausse de celui de mortalité. La crise se distingue encore du crash démographique, forme très contemporaine et durable, quoique radicale, de décroissance.
Si la notion de crise démographique relève plusieurs disciplines, elle a surtout été élaborée et utilisée par les historiens, pour évoquer des phénomènes démographiques de l'Europe au Moyen Âge et à l'époque moderne. Elle a eu un rôle important dans le développement de la démographie historique. Les crises démographiques sont en particulier un trait structurel de la démographie d'Ancien Régime précédant la transition démographique : récurrentes et très meurtrières, elles influent fortement sur l'évolution globale de la population européenne jusqu'au milieu du XIXe siècle. La notion est parfois utilisée, quoique marginalement, pour des phénomènes contemporains, qui n'ont pas le même caractère systématique que les crises d'époque moderne, et sont causés par des facteurs exceptionnels, surtout la guerre et les catastrophes naturelles.

## Causes des crises démographiques européennes à l'époque moderne

### Débatshistoriographiques
La notion de crise démographique a surtout été élaborée et utilisée par les historiens pour décrire des phénomènes survenus en Europe à partir de la fin du Moyen Âge et jusqu'au XIXe siècle. Les épisodes de crises ont trois causes principales : la famine, la peste et la guerre. Les « trois fléaux » ne sont pas exclusifs, l'un favorise le plus souvent l'apparition des deux autres. Le phénomène de crise est ainsi causée par leur accumulation cyclique.
Le rôle donné à chacun des trois facteurs a fait l'objet de débats historiographiques, opposant deux thèses principales : l'une faisant de la disette (c'est-à-dire la crise de subsistance) le facteur le plus important dans le déclenchement d'une crise, l'autre donnant la primauté à l'épidémie. La première position est la plus ancienne parmi les historiens. À la fin du XVIIIe siècle, Louis Messance remarque la correspondance des périodes de surmortalité avec celles de hausse exceptionnelle du prix des céréales. En 1946, Jean Meuvret confirme cette corrélation, en comparant les clochers de surmortalité visibles dans les registres paroissiaux, avec les prix des grains constatées dans les mercuriales (liste des prix des denrées). Il soutient en conséquence que la crise est déclenchée à court terme par la disette : la hausse des prix empêche les populations d'accéder aux vivres, entraînant une malnutrition qui, affaiblissant les corps, favorise la propagation des maladies, amplifie les conséquences des conflits, en plus d'entraîner d'elle-même une surmortalité. Ce schéma causal, connu comme « théorie de la crise de subsistance », soumet fortement la crise démographique à la crise économique, le prix du blé étant utilisé comme un "baromètre démographique". Il est largement repris par les premiers chercheurs en démographie historique. Pierre Goubert, dans la première étude systématique de la démographie moderne, trouve et défend la même position dans ses recherches empiriques. Il développe l'idée de Meuvret, jusqu'à assimiler entièrement la crise démographique "de type ancien" (c'est-à-dire d'Ancien Régime) avec la crise de subsistance, définissant, dans une conception marxiste des modes de production économique, la France de l'époque moderne par un système de production dont la capacité agricole est constamment dépassée par le nombre des hommes. Goubert résume sa position en une formule souvent reprise : "la mercuriale a sécrété la mortalité".
La théorie de la crise de subsistance a toutefois tôt été critiquée. En particulier, René Baehrel et Pierre Chaunu ont soutenu, dès les années 1960, que le critère efficace d'une crise démographique est l'épidémie plutôt que la famine, même si celle-ci semble primer dans les sources. Critiquant l'approche méthodologique des partisans de la théorie de la disette, ils affirment que "la simultanéité du maximum des prix et du maximum des sépultures ne prouve pas que celui-ci était dû à celui-là". Chaunu remarque d'une part que toutes les crises de subsistance ne causent pas de crise de mortalité (c'est-à-dire qu'il faut un élément supplémentaire à la disette pour transformer une mauvaise récolte en crise), d'autre part que l'irruption d'une épidémie cause, en revanche, inévitablement une crise démographique, d'autant plus qu'ils remarquent l'existence de crises épidémiques pures, indépendantes de toute famine.
La force dévastatrice des épidémies de peste, élément majeur des crises démographiques, est aujourd'hui acceptée par les historiens. Toutefois, ceux-ci tendent à nier la primauté absolue d'un facteur sur un autre. La causalité des crises démographiques relève surtout de spirales descendantes : quel que soit le point de départ, il suffit de l'apparition d'un fléau pour entraîner au moins l'un des deux autres. Entraîner un mécanisme de panique et d’urgence qui, dans un système marqué par la surpression démographique et l’absence de stocks, entraîne immédiatement une hausse générale des mortalités.

### Famine

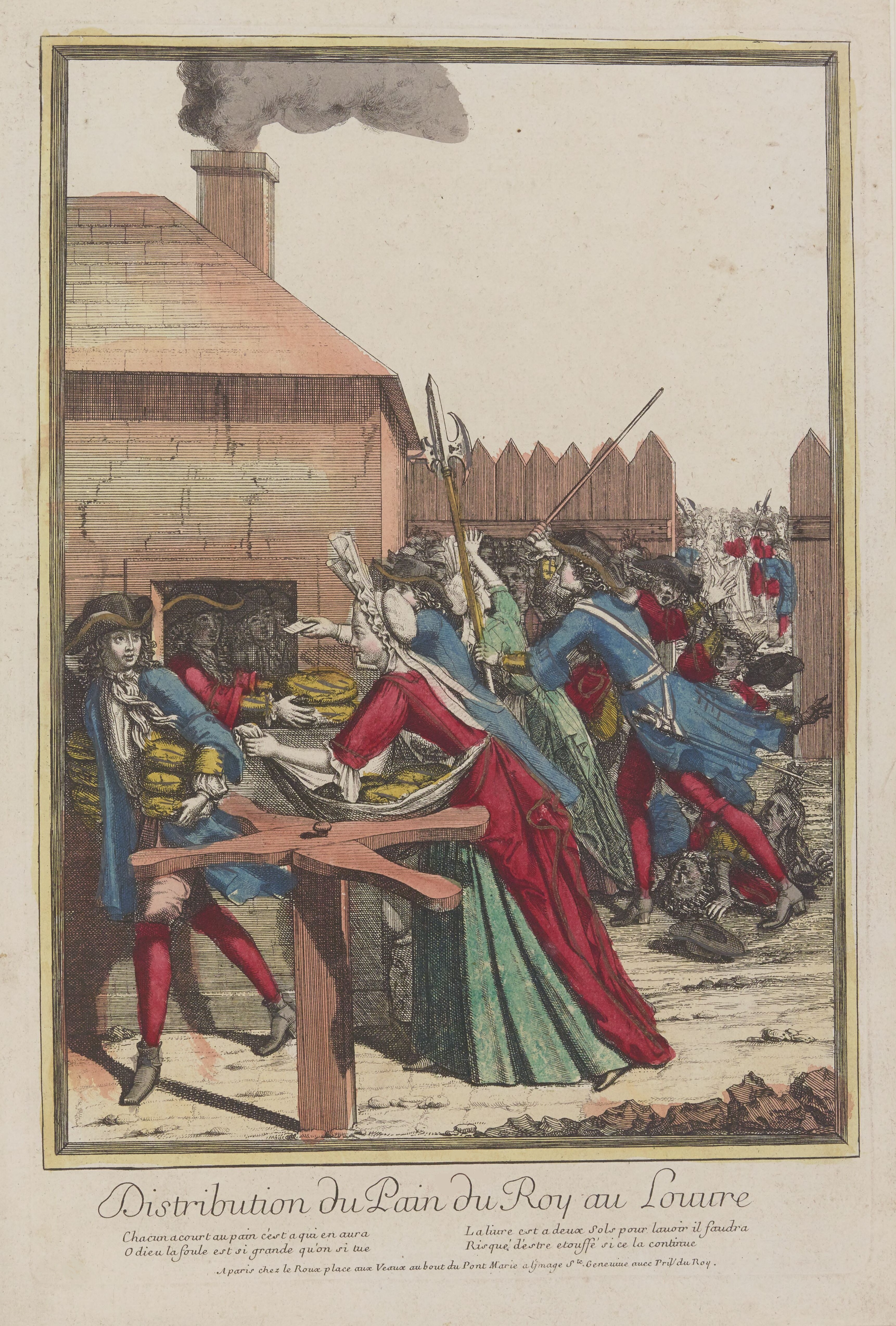
Distribution de pain au Louvre pendant la grande famine de 1693-1694, la plus meurtrière du XVII.

La famine est une menace insidieuse pour les populations d'Ancien Régime : le nombre de naissances plus élevé que celui des décès, les faibles rendements et l'absence de stocks agricoles, la difficulté du transports des grains amplifié par le refus du transport par peur de manquer, rend précaire la subsistance des individus. Les aléas font facilement basculer l'équilibre frumentaire d'une région vers la disette.
La famine est immédiatement causée par la régression de la production agricole, qui dépend fortement des accidents météorologiques : le froid, le gel tardif, les « étés pourris » (trop frais et pluvieux) ou la sécheresse ont des conséquences immédiates sur les récoltes de céréales. L'influence de la météorologie sur la subsistance des populations n'est évidemment pas spécifique à l'époque moderne : l'histoire du climat explique toutefois beaucoup de l'accumulation des crises de subsistance sous l'Ancien Régime. Une large partie du Moyen Âge européen correspond à une période de réchauffement climatique (appelée optimum climatique médiéval) ; à partir du XVIe siècle commence le Petit Âge glaciaire, période de refroidissement climatique général en Europe et en Amérique du Nord. La baisse importante des températures moyennes à toutes les saisons, l'extension des périodes de gel, la hausse (en volume et en fréquence) des chutes de neige bouleversent le cycle des récoltes. Le refroidissement se laisse observer nettement au travers des fluctuations des périodes de vendanges.
Après l'accident météorologique, la population a conscience de la gravité de la situation avant la période des moissons, au moment de la soudure. Cette prise de conscience suscite, avant même les effets pratiques d'une mauvaise récolte, un affolement des mercuriales, à cause du stockage furtif et de la spéculation. Lorsque la récolte aboutit effectivement à une carence frumentaire, le prix du grain, et conséquemment du pain, augmentent soudainement et considérablement, causant un premier clocher de mortalité des populations les plus pauvres. Si la récolte suivante n'est pas meilleure, la récupération frumentaire ne peut se faire, et la crise démographique émerge. Le Petit Âge glaciaire a ainsi un rôle important dans l'augmentation de la fréquence des crises démographiques aux XVIe et XVIIe siècles, en faisant se suivre plusieurs années de mauvaises récoltes et en rendant impossible la récupération. La famine favorise rapidement l'irruption d'une épidémie : les corps mal nourris contractent facilement la maladie, et la faim pousse les indigents à ingérer tout type d'aliments, même avariés.

### Peste

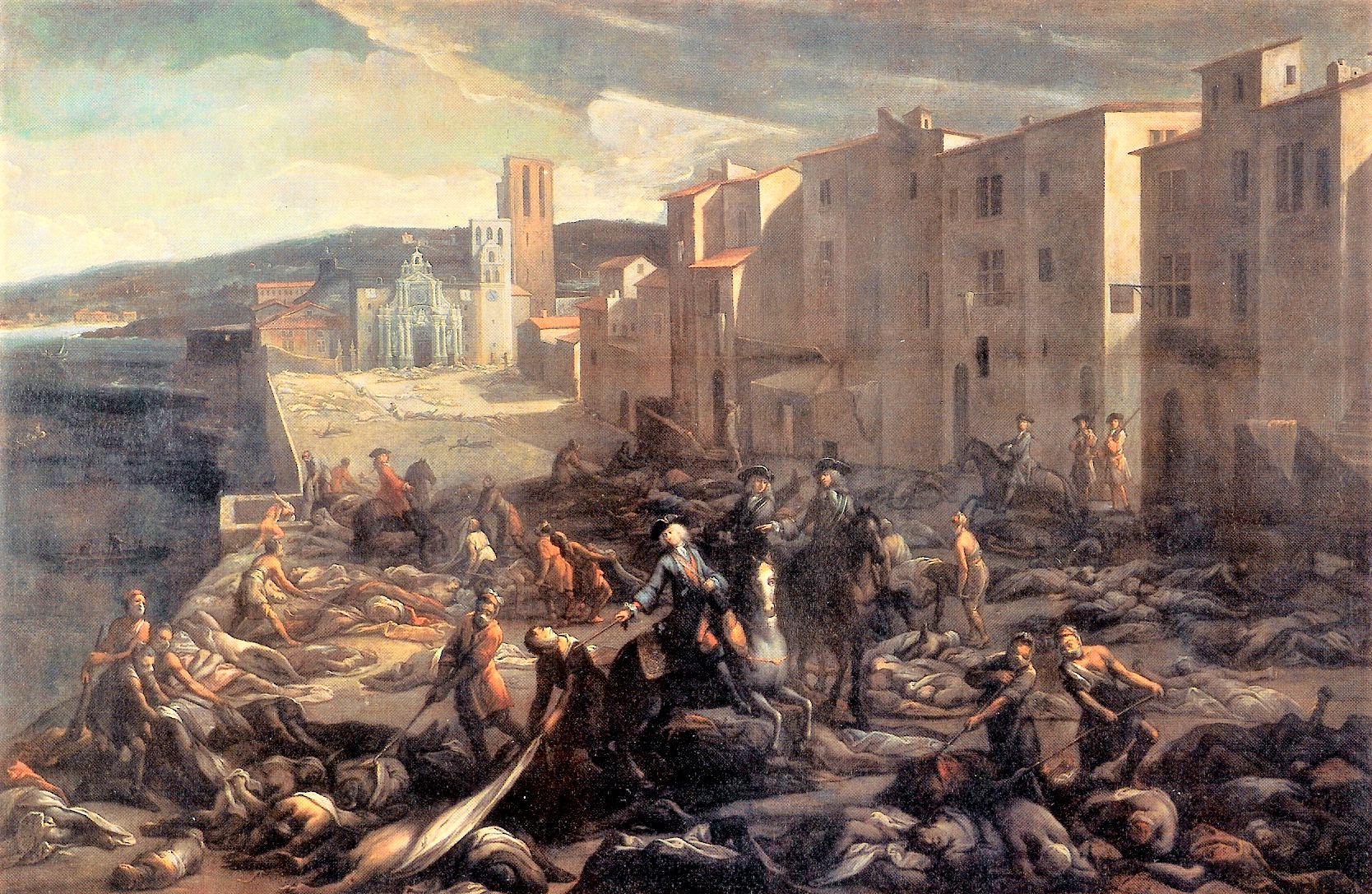
La peste de Marseille en 1720. Tableau de Michel Serre

La peste est introduite sur le continent européen en 1348 (Peste noire) et en disparaît au cours du XVIIIe siècle (en 1842 dans l'Empire ottoman). Le dernier épisode épidémique européen majeur est la peste de Marseille en 1720, mais la maladie devient moins fréquente dès la décennie 1670.
Les épidémies de peste sont un fléau caractéristique de l'époque moderne, qui constitue la période de la seconde pandémie pesteuse, la plus longue et la plus meurtrière des trois grandes pandémies. De 1348 à la fin du XVIIe siècle, la peste sévit sans interruption, et le bacille se déplace plutôt qu'il ne faiblit. Les épidémies se succèdent à un rythme d'une tous les 11 ou 12 ans entre 1348 et 1536, puis d'une tous les 15 ans entre 1536 et 1670. Pour la France, les alertes se limitent après 1670 aux frontières terrestres et maritimes, surtout en Provence et dans le Pays basque.
Les épidémies de peste concernent essentiellement les villes, parce que celles-ci sont davantage concernées par la mobilité des populations, favorisant l'arrivée du fléau, et parce que la densité des habitations favorise sa propagation intra-urbaine. La maladie est donc vite dévastatrice quand arrive un individu contaminé. Les épidémies les plus graves tuent jusqu'à 50 % des habitants d'une ville. Le territoire français présente du reste des conditions favorables à la propagation en raison de sa population nombreuse, de ses grandes villes, et du dynamisme des échanges internes et internationaux.

### Guerre

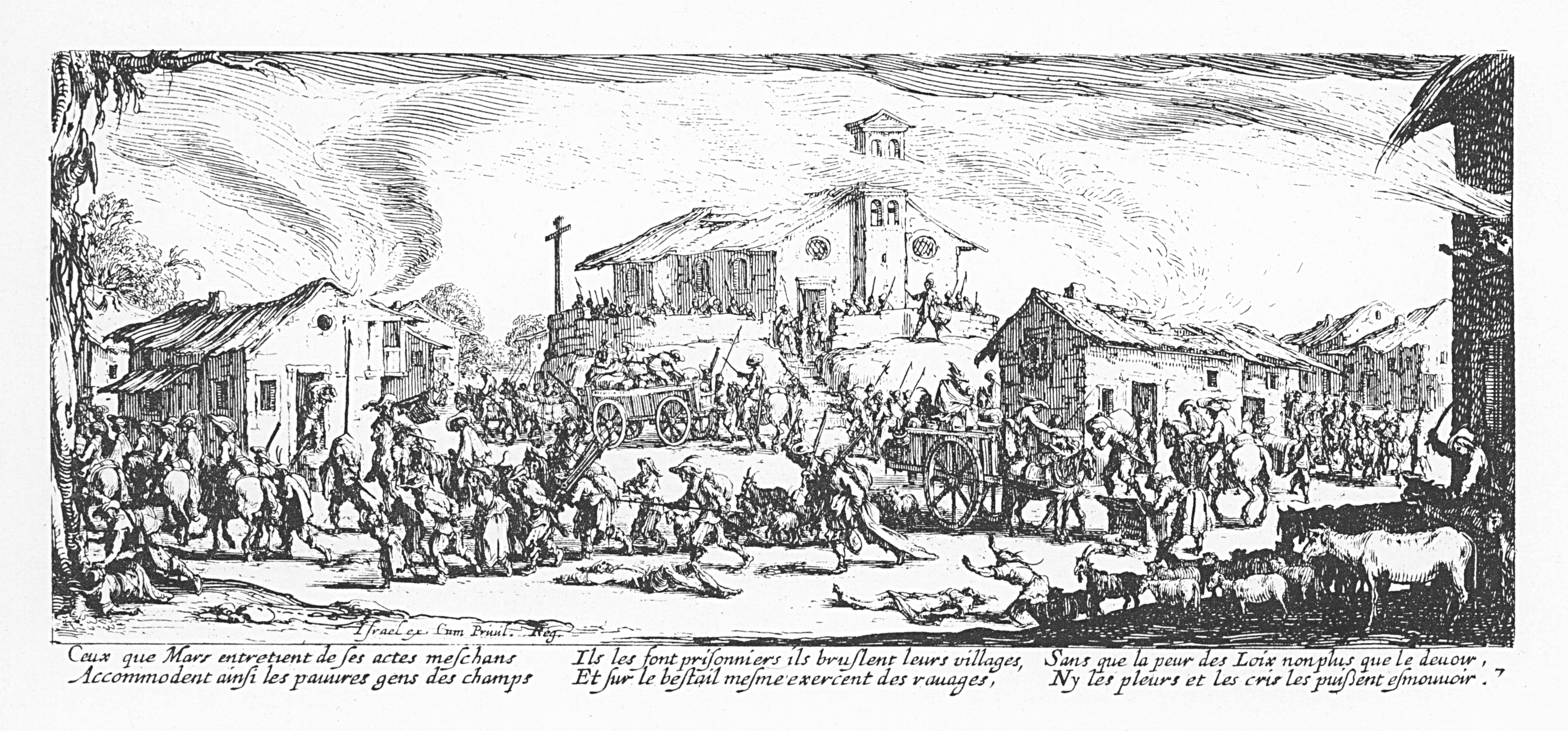
La guerre désorganise la production agricole en raison des destructions, du vandalisme, des ponctions. Sur cette gravure, un régiment pille et incendie un village de l'est français durant la guerre de Trente ans (Jacques Callot,Les Grandes Misères de la guerre, planche 7, 1633).

Le rôle de la guerre dans la mortalité des crises démographiques tient moins aux pertes des combats que par ses conséquences sur les populations civiles. Elle agit plutôt comme un moteur et un amplificateur pour les autres fléaux. Dans une société d'Ancien Régime qui ne connaît pas la conscription, les armées sont essentiellement constituées de mercenaires, souvent étrangers. Ceux-ci tendent à propager la peste là où ils sont engagés, et là où les combats les mènent au cours des campagnes. Le déplacement des troupes pendant la guerre de Trente ans explique la recrudescence des épisodes épidémiques dans les années 1620 et 1630. D'autre part, les soldats vivent ordinairement sur le pays, ponctionnant récoltes et stocks des populations rurales, vandalisent, et dévastent, durant les combats, les campagnes. Ils contribuent à désorganiser la vie agricole, causant ainsi des famines, qui affaiblissent les corps et favorisent elles-mêmes la propagation de la peste. Les périodes de guerres peuvent en ce sens être des périodes de crise générale. Les conflits armés sont réguliers à l'époque moderne, à l'échelle d'une région. Un élément important de la permanence des crises est aussi la récurrence de ces périodes de désordres agricoles empêchant la récupération démographique. À l'inverse, un facteur de la disparition progressive des crises au XVIIIe siècle en France est le déplacement des conflits à l'extérieur du pays à partir du règne de Louis XIV.

### Articles associés
- Société d'Ancien Régime
- Crise de subsistance
- Famine
- Épidémie
- Peste
  - Peste noire
  - Peste de Marseille (1720), la dernière épidémie de peste en France
- Démographie
- Surmortalité
- Décroissance démographique
- Croissance démographique
- Taux de mortalité
- Taux de natalité
- Taux de nuptialité